# Roßbach (Horní Rakousy)
Roßbach je obec v okrese Braunau v rakouské spolkové zemi Horní Rakousy.

## Geografie
Roßbach leží v oblasti Innviertel. Přibližně 30 % rozlohy obce tvoří lesy a 64 % zemědělská půda.